# Asymbolus submaculatus
Asymbolus submaculatus és una espècie de peix de la família dels esciliorrínids i de l'ordre dels carcariniformes.

## Morfologia
- Els mascles poden assolir 41,4 cm de longitud total.[4]

## Reproducció
És ovípar.

## Hàbitat
És un peix marí de clima temperat que viu entre 30-200 m de fondària.

## Distribució geogràfica
Es troba a Austràlia: Nova Gal·les del Sud i Austràlia Occidental.